# Crookers
Die Crookers sind ein italienisches DJ-Duo aus Mailand, bestehend aus Andrea Fratangelo alias DJ Bot und Francesco Barbaglia alias DJ Phra. Ihr Musikstil lässt sich vor allem als Electro-House bezeichnen.

## Geschichte
Fratangelo nahm den klassischen Weg über Klavier- und Gitarrenunterricht, Barbaglia war schon mit elf Jahren als DJ im Einsatz und machte sich über die Hip-Hop-Szene einen Namen. Beide waren bereits solo als DJs erfolgreich, als sie 2003 in dem Plattenladen aufeinander trafen, in dem Fratangelo arbeitete, und sich eine Zusammenarbeit entwickelte. Seit 2005 sind sie unter dem Namen Crookers tätig.
2006 veröffentlichten sie ihre erste gemeinsame 12" mit dem Titel End 2 End. Auf dem Berliner Label Man Recordings veröffentlichten sie Anfang 2007 ihren ersten internationalen Release, "Funk Mundial #3". Weitere Singles und EPs sowie ein Mixtape folgten. Ab 2007 waren sie auch international als Remixer tätig und mischten unter anderem für Armand Van Helden, die Chemical Brothers, AC/DC, U2 und Britney Spears Songs neu ab. Auch als DJs waren sie weltweit gefragt und legten von Melbourne und Tokio über Barcelona und London bis New York und Los Angeles auf.
Ihr größter Erfolg war eine neue Version von Day ’n’ Nite, die sie mit dem US-Rapper Kid Cudi einspielten. Sie wurde Anfang 2009 ein weltweiter Hit und erreichte unter anderem die Top 3 in Großbritannien und den USA. 
Im Oktober 2012 gab das Duo das Ende ihrer Zusammenarbeit bekannt. Während DJ Bot eine neue Richtung einschlagen möchte, wird DJ Phra weiterhin unter dem Namen "Crookers" tätig sein.

## Diskografie

### EPs
- 2008: Massive EP
- 2008: Knobbers EP
- 2008: Mad Kidz EP

### Singles
- 2006: End 2 End
- 2007: Aguas de parco
- 2007: Crookers Mixtape
- 2007: Made in Italy
- 2007: Funk Munidal #3
- 2008: E.P.istola

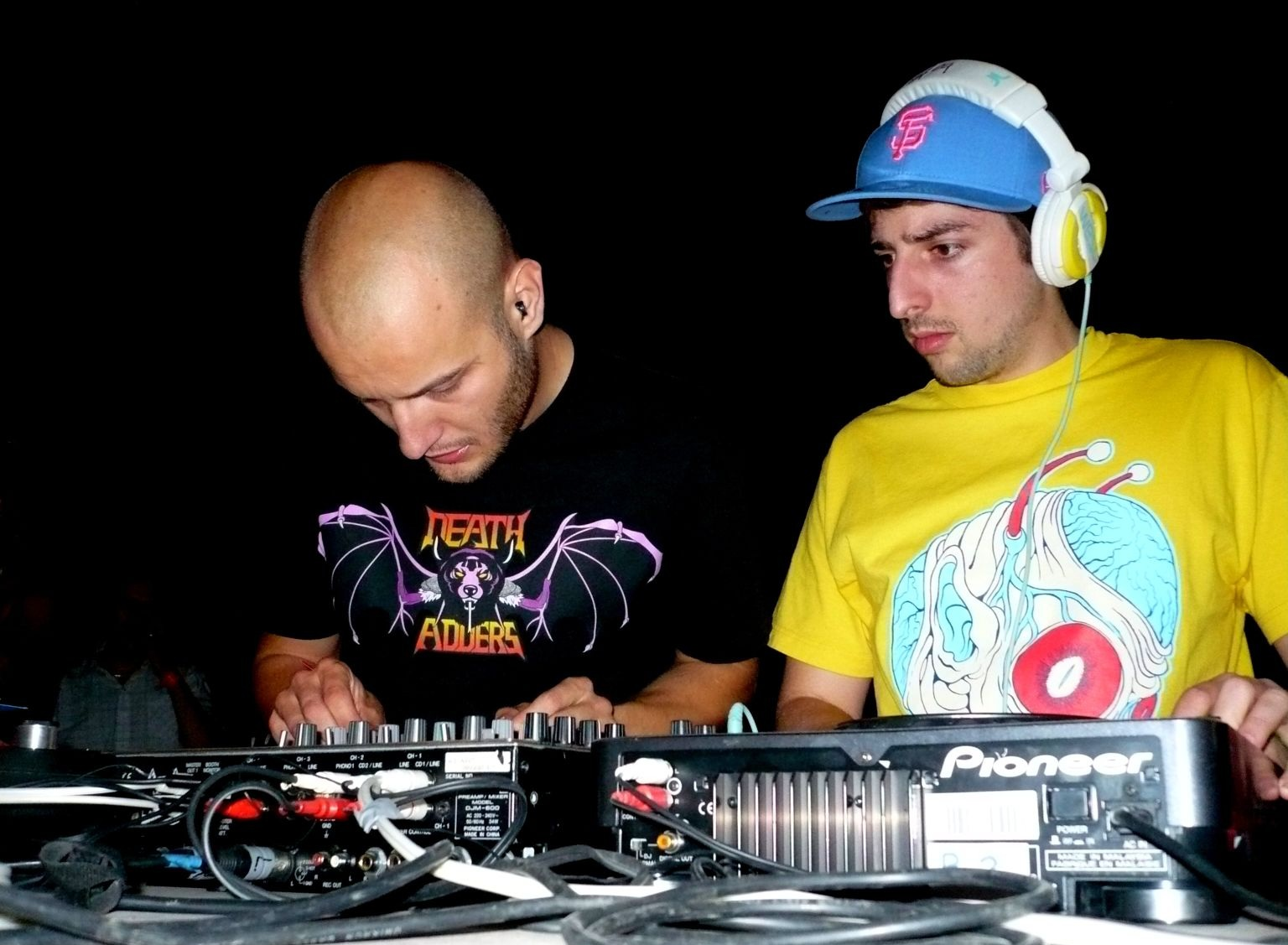
Crookers (2008)

- 2008: Day ’n’ Nite (Kid Cudi vs. Crookers, IT: Gold)
- 2010: Tons of Friends
- 2010: We Love Animals
- 2010: Royal T (feat. Róisín Murphy)
- 2011: Bust Em Up
- 2011: Dr Gonzo
- 2019: Polo Nord (Massimo Pericolo feat. Crookers & Nic Sarnoc, IT: Platin)
- 2020: Autostrada del sole (Sick Budd, feat. Massimo Pericolo & Crookers, IT: Gold)
- 2021: Airforce (Massimo Pericolo, Crookers & Madame, IT: Platin)
- 2021: Stupido (Massimo Pericolo & Crookers, IT: ×2Doppelplatin )

### Remixes
- 2007: I Want Your Soul / Armand Van Helden
- 2007: Salmon Dance / The Chemical Brothers
- 2007: Shrine / Tocadisco feat. Cehlonis R. Jones
- 2007: Gatas Gatas Gatas / Edu K
- 2008: Edu K Me Bota Pra Dançar / Edu K
- 2008: Dooms Night / Azzido Da Bass
- 2008: I Love to Move in Here / Moby
- 2008: Thunderstruck / AC/DC
- 2009: Get on Your Boots / U2
- 2009: If U Seek Amy / Britney Spears
- 2008: We Are Prostitutes / Crookers Remix
- 2010: Fight for Your Right / Beastie Boys

## Computerspiele
- GTA IV: The Ballad of Gay Tony, Resident DJs des Radiosenders Electro Choc (2009)